# Мейденгед
Мейденгед (англ. Maidenhead) — місто біля Лондону у Великій Британії.

## Географія та історія
Розташоване на півдні Англії, у східній частині графства Беркшир, за 41 км від вокзалу Чарінг-кросс у Лондоні. Мейденгед лежить на правому березі річки Темзи. Адміністративно входить до складу унітарної одиниці Віндзор і Мейденгед .
У середньовіччі тут був побудований міст Мейденгед-брідж, від якого й виросло місто. Чисельність населення Мейденгеда становила 58 848 осіб (на 2001 рік). Щоб дістатися з Мейденгеда до Лондона потягом, автомобілем чи автобусом, потрібно не більше півгодини, тож місто стало свого роду спальним районом для робітників і службовців британської столиці.

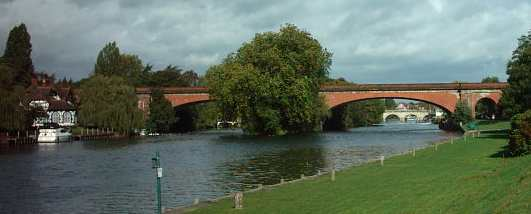
Мейденгед. Мости через Темзу

## Спорт
У місті є футбольний клуб Мейденгед Юнайтед, заснований у 1870 році, домашнім стадіоном якого є стадіон «Йорк Роуд» потужністю 4 000 глядачів.

## Міста - партнери
- Бад-Ґодесберґ
- Фраскаті
- Сен-Клу
- Кортрейк